# Mk 19 Granatspruta
Mk 19 Granatspruta (engelska: Mk 19 grenade launcher) är en luftkyld, bandmatad granatspruta med kaliber 40 mm konstruerad i USA under 1960-talet. Den kom i bruk 1966 och används än i dag om dock i moderniserad form.
Den kan monteras på marklavett eller på fordon i lavett, tornkrans eller fjärrstyrd vapenstation.
(För mer info gällande användning se artikeln "granatspruta")

## Användare
Mk 19 granatspruta brukas förutom i USA av över 20 länder runt om i världen. Den licenstillverkas även i flera länder som till exempel Turkiet.[källa behövs]
- Argentina
- Australien
- Bangladesh
- Brasilien
- Egypten
- Grekland
- Honduras
- Irak
- Iran
- Israel
- Italien
- Kroatien
- Lebanon
- Malaysia
- Marocko
- Mexico
- Pakistan
- Polen
- Saudiarabien
- Spanien
- Sverige
- Taiwan
- Thailand
- Turkiet
- USA

### Sverige
Mk 19 Granatspruta används i Svenska försvarsmakten under benämningen 40 mm granatspruta 92, kort 40 mm grsp 92 (tidigare Granatspruta 40 mm) och togs i bruk av år 1993. 
40 mm grsp 92 används bland annat inom Amfibiebataljonen (AMF) och Luftburen Bataljon som understödsvapen och kan då vara både buren och fordonsmonterad. Bland fordon brukas den bland annat på Stridsbåt 90H vid landstigning och kan sedan monteras ned från båten för att tas med i land för att bekämpa pansarfordon och marktrupp. 
Förutom manuell lavett kan vapnet monteras i fjärrstyrd vapenstation, såsom Vapenstation 01.

## Ammunition
Mk 19 granatspruta kan skjuta en hel del olika ammunitionstyper. Till exempel finns hagel, flechette, spränggranat, sprängpansargranat och pansarspränggranat som dödlig ammunition och som icke dödlig ammunition finns rökgranat och gummikula. 
Då vapnet används av över 20 länder varav flera har möjlighet att tillverka och konstruera egen ammunition är det svårt att få fram en fullständig bild på alla ammunitionstyper.
I Sverige används till exempel dessa ammunitionstyper.
| Bild        | Typ | Ptrvikt | Prjvikt | Huvudlng                    | Primärlng           | Tändrör     | Drivladdning      | V₀      | Pmax     | NEM   | Källa       |
| ----------- | --- | ------- | ------- | --------------------------- | ------------------- | ----------- | ----------------- | ------- | -------- | ----- | ----------- |
|             | 40 mm pansarspränggranat, kort 40 PSGR är en 40 mm bandad pansarspränggranat mot både oskyddat och lätt skyddat mål. Granaten består av sprängladdning, splitterhölje och tändrör med RSV-laddning (riktad sprängverkan). Genomslagsförmåga mot stålpansar är cirka 50 mm vid rätvinklig träff på alla avstånd. |         |         |                             |                     |             |                   |         |          |       |             |
| 40 PSGR     | RSV | 0,34 kg | 0,25 kg | 33 g Hexogen + grafit       | 0,3 g Hexogen + vax | Öhksar psgr | 4,45 g NCGL M2    | 241 m/s | 286 (94) | 38 g  | [ 5 ] [ 6 ] |
|             | 40 mm övningsgranat, kort 40 ÖVGNGR är en 40 mm bandad övningsgranat för övningar och vid skottställning. Granaten saknar sprängladdning utan har en knallsats istället. |         |         |                             |                     |             |                   |         |          |       |             |
| 40 ÖVNGR    | Ljud | 0,37 kg | 0,25 kg | 1,8 g knallsats             | -                   | -           | 3,5 g NC A/S 0200 | 241 m/s | 286 (94) | 5,6 g | [ 5 ] [ 6 ] |
|             | 40 mm övningsgranat 07, kort 40 ÖVGNGR 07 är en 40 mm bandad övningsgranat för övningar och vid skottställning. Stålprojektil med plastnos fylld med orange färgmarkeringspulver. |         |         |                             |                     |             |                   |         |          |       |             |
| 40 ÖVNGR 07 | Färg | 0,37 kg | 0,25 kg | Orange färgmarkeringspulver | -                   | -           | 4 g NCGL          | 241 m/s | 286 (94) | 4,8 g | [ 5 ] [ 6 ] |

Utöver ammunitionen i tabellen finns en blindpatron och en teoriatrapp.
- 40 Blind laddövningsgranat (40 BLIND LADDÖVNGR)

Blind laddövningsgranat för övning av eldhandgrepp, laddning och patron ur.
- 40 Pansarspränggranat åskådning (40 PSGR Å)

Denna patron är en så kallad åskådningsgranat, med andra ord en attrapp, och används vid teoriövningar. Granaten liknar till utseendet den skarpa 40 PSGR, men saknar skarpt innehåll.